# I godina Nova
I godina Nova hrvatska je televizijska novogodišnja emisija koja se prikazuje svake godine na Silvestrovo, počevši od 31. prosinca 2009. na kanalu Nova TV. Svake godine emisija uključuje nastupe popularnih domaćih pjevača i izvođača, kao i zabavne skečeve i igrane scene s poznatim licima s TV ekrana.
Emisija je proizašla iz televizijske serije Nad lipom 35, gdje su specijali od 2009. godine bili dio serije jer se radnja događala unutar lokala s pripadajućom glumačkom postavom. Naziv „I godina Nova“ koristi se od 2011. godine. Od 31. prosinca 2022. emisija više nije sastavni dio „Nad lipom 35“ i radnja se prebacuje u razne studije Nova TV, dok koncept emisije ostaje isti.

## Pregled emisije
| Emisija | Naziv / Opis | Datum              |
| ------- | --- | ------------------ |
| 1.      | Jel me netko tražio 2010. Enis Bešlagić, Sanja Doležal, Žarko Potočnjak kao Božo Hajduk iz serije Najbolje godine | 31. prosinca 2009. |
| 2.      | Nova u Dragošju Pridružili su se glumci iz serije Najbolje godine | 31. prosinca 2010. |
| 3.      | I godina Nova 2012. | 31. prosinca 2011. |
| 4.      | I godina Nova 2013. Pridružili su im se glumice Jagoda Kumrić, Ornela Vištica i član žirija Masterchefa Radovan Marčić | 31. prosinca 2012. |
| 5.      | I godina nova 2014. | 31. prosinca 2013. |
| 6.      | I godina nova 2015. Pridružili su se glumci iz serije Kud puklo da puklo | 31. prosinca 2014. |
| 7.      | I godina Nova 2016. Ponovo su im se pridružili glumci iz serije Kud puklo da puklo | 31. prosinca 2015. |
| 8.      | I godina nova 2017. | 31. prosinca 2016. |
| 9.      | I godina nova 2018. Pridružili su se glumci iz serije Čista ljubav | 31. prosinca 2017. |
| 10.     | I godina nova 2019. Pridružili su se glumci iz serije Na granici | 31. prosinca 2018. |
| 11.     | I godina nova 2020. Pridružili su se glumci iz serija Na granici i Drugo ime ljubavi | 31. prosinca 2019. |
| 12.     | I godina Nova 2021. Ova novogodišnja emisija nije se emitirala uživo, sadržavala je ranije snimljene glazbene točke i igrane dijelove | 31. prosinca 2020. |
| 13.     | I godina Nova 2022. Pridružili su se glumci Uršula Najev, Filip Juričić, Fabijan Pavao Medvešek, Momčilo Otašević, Ljubomir Kerekeš i Elvira Aljukić | 31. prosinca 2021. |
| 14.     | I godina Nova 2023. | 31. prosinca 2022. |
| 15.     | I godina Nova 2024. Nastupili su: Lidija Bačić, Žanamari Lalić, Neda Ukraden, Halid Bešlić, Željko Bebek, Zlatko Pejaković, Vlado Kalember, Miroslav Škoro, Elio Pisak, Jurica Pađen, Saša Lozar, Davor Radolfi, Alka Vuica, Baruni i grupa Vigor. Pridružili su se glumci iz serije Kumovi: Uršula Najev, Momčilo Otašević, Mijo Kevo, Barbara Vicković, Stojan Matavulj, Domagoj Ivanković, Nika Barišić, Mirna Mihelčić, Lovre Kondža, Stevo Cvikić i Žarko Radić. | 31. prosinca 2023. |
| 16.     | I godina nova 2025. Nastupili su: Luka Nižetić, Jole, Maja Šuput, Vigor, Alen Vitasović, Minea, Alen Bičević, Tomislav "Toma" Marić, Giuliano, Novi Fosili, Neda Ukraden, Miroslav Škoro, Željko Bebek i mnogi drugi, a zabavne igrane momente upotpunili su lica omiljenih "Kumova. | 31. prosinca 2024. |